# Quetzal
Quetzal (GTQ) – waluta Gwatemali. 1 quetzal dzieli się na 100 centavos.
W mitologii prekolumbijskiej quetzal to kwezal herbowy, ptak czczony jako symbol piękna i umiłowania wolności. Panowało przekonanie, że jeśli zostanie schwytany i zbyt długo będzie przebywać w niewoli, jego serce przestanie bić. Dlatego też myśliwi łapali ptaki w sieci i po wyrwaniu najpiękniejszych piór wypuszczali je na wolność. Pióra kwezala służyły jako ozdoba władców i dostojników.
Kwezal herbowy widnieje na fladze i w herbie Gwatemali.